# Vic Oliver
Vic Oliver (8 de julio de 1898 – 15 de agosto de 1964) fue un actor y humorista radiofónico.

## Biografía
Su verdadero nombre era Victor Oliver von Samek, y era hijo de Viktor von Samek. Nacido en Viena, Austria, llegó al Reino Unido procedente de los Estados Unidos.
Protagonizó el show radiofónico de la BBC Hi, Gang!, junto a Ben Lyon y Bebe Daniels, actuando en varios otros programas, entre ellos Discord in Three Flats (1962), con Cicely Courtneidge y Jack Hulbert. También participó en Desert Island Discs.
Además, Oliver era un músico competente, y tocaba el violín en sus números. Aspiró incluso a la dirección musical y fundó la Vic Oliver Concert Orchestra, la cual dio conciertos por la costa sur de Inglaterra. Fue invitado con regularidad al programa del director de orquesta Henry Hall Guest Night y a Workers' Playtime, ambos programas radiofónicos de la BBC. 
Por su condición de judío, su nombre aparecía en una lista de los nazis de la gente que debía ser arrestada y eliminada tras invadir con éxito el Reino Unido.
Su segunda mujer fue la hija de Winston Churchill, Sarah Churchill, también actriz, y con la que se casó en 1936, divorciándose en 1945.
Vic Oliver falleció en Johannesburgo, Sudáfrica, en 1964. Sus restos fueron incinerados en el Crematorio de Golders Green de Londres.
Su primo era el Mayor Herbert Samek( O.B.E.), nacido en Viena], y que huyó a Inglaterra en 1938, a los 19 años de edad, para escapar de la persecución nazi. 